# Obrasso Concerts
Die Obrasso Classic Events GmbH ist ein Schweizer Konzertveranstalter mit Sitz in Luzern. Das Familienunternehmen gehört der Obrasso Group GmbH und wurde 2003 von Manfred Obrecht und Werner Obrecht gegründet. Unter dem Label Obrasso Concerts, veranstaltet die Agentur Konzerte im Bereich der klassischen Musik und der Unterhaltungsmusik.

## Geschichte
1984 gründeten die Familie Obrecht das Musikhaus Obrasso, welches Literatur für Brass-Instrumente verlegt. Mit dem Neubau des Kultur- und Kongresszentrums Luzern (KKL) im Jahr 1999 lancierte die Familie Obrecht ein Festival für bläserisches Musizieren, das World Band Festival Luzern. Mittlerweile ist das Festival fester Bestandteil des Luzerner Kulturlebens; im September 2018 fand die 20. Ausgabe statt. Um ausserhalb des Festivals Konzert zu veranstalten, wurde 2003 die Firma Obrasso Classic Events GmbH gegründet. 2018 wurden die Firmen Obrasso-Verlag AG und Obrasso Classic Events GmbH in eine Holding überführt, die Obrasso Group GmbH.
Mit jährlich über 40 Konzertveranstaltungen in Luzern, gehört die Obrasso Classic Events GmbH zu den wichtigsten Kulturveranstalter im KKL Luzern. Mit Bern und Zürich werden weitere Konzertstandorte bespielt.

## Produktionen
Zu den Eigenproduktionen gehören u. a. A Circus Symphony, Die goldene Marschparade und Die schönsten Opernchöre, Volkstümliche Weihnachten und Christmas in Lucerne. Die Agentur ist zudem für die Organisation und Durchführung des World Band Festivals Luzern verantwortlich. Von 2007 bis 2017 wurde das Moonlight Festival auf dem Kirchplatz in Zofingen veranstaltet. 2018 erhielt die Konzertagentur das Mandat für die Realisierung und Durchführung der Internationalen Musikwoche Grenchen.

## Künstler
Das Unternehmen hat zwei Klangkörper gegründet, um eigene Konzertproduktion zu realisieren.

### Classic Festival Brass
Im Dezember 2015 feierte das Blechbläser-Ensemble Classic Festival Brass sein Debüt im KKL Luzern. Zehn Blechbläser und zwei Perkussionisten bilden das Brass Ensemble. Die musikalische Leitung obliegt Manfred Obrecht. Die Konzertliteratur wird eigens für das Ensemble arrangiert und komponiert. Sämtliche Werke sind im Obrasso-Verlag verlegt.

### Celebration Pops Orchestra
Im Dezember 2017 debütierte das Celebration Pops Orchester unter der Leitung von Christoph Walter im KKL Luzern. Seit 2018 obliegt die musikalische Leitung Gilbert Tinner. Die Konzertliteratur des Celebration Pops Orchestra wird eigens für das Ensemble arrangiert. Seit Beginn der Konzerttätigkeit, wird das Orchester von der Close-Harmony-Gesangsgruppe The Sam Singers und der Jazz-Sängerin Fola Dada begleitet.

## Auszeichnungen
- 2022: Gewinner des Tourismus Award in Luzern[10]